# Isaura Sanjuan Morigosa
Isaura Sanjuan Morigosa (Barcelona, 17 d'agost de 1983) és una jugadora d'escacs catalana. Formada al Club Escacs Ateneu Colón de Barcelona, fou campiona de Catalunya de 2005.
A la llista d'Elo de la FIDE del maig de 2016, hi tenia un Elo de 1942 punts, cosa que en feia la jugadora número 60 (en actiu) de l'estat espanyol. El seu màxim Elo va ser de 2066 punts, a la llista de juliol de 2002.

## Resultats destacats en competició
El 2005 fou campiona de Catalunya femení. El juny de 2005 guanyà el Torneig Sub2050 de Isla de Palma amb 7½ punts de 9, mig punt per davant dels segons classificats. El 2006 guanyà l'Obert Internacional d'Escacs Actius Vila del Poblenou en la categoria femenina.